# Amchitka (Album)
Amchitka ist eine CD-Veröffentlichung aus dem Jahr 2009 mit Aufnahmen von Joni Mitchell, James Taylor und Phil Ochs bei einem Benefizkonzert am 16. Oktober 1970 im Pacific Coliseum in Vancouver. Die Veranstaltung finanzierte die Proteste von Greenpeace gegen die Atomwaffentests der US-Atomenergiekommission im Jahr 1971 in Amchitka, Alaska.

## Geschichte
Irving Stowe, eines der Gründungsmitglieder von Greenpeace, organisierte mit Unterstützung von Joan Baez das Benefizkonzert. Sie konnte nicht erscheinen, aber sie brachte Stowe mit Mitchell in Verbindung und Mitchell bat ihren damaligen Freund Taylor, beim Konzert dabei zu sein. Die Familie Stowe behielt die Tonbänder des Konzerts, konnte jedoch die erforderlichen Genehmigungen erst erhalten, als John Timmins sich bei Greenpeace engagierte. Timmins war maßgeblich daran beteiligt, die Vertreter von Mitchell und Taylor zu kontaktieren und die erforderlichen Genehmigungen auszuarbeiten. Die Bänder mussten von Peter J. Moore, dem Produzenten mehrerer Cowboy-Junkies-Alben, restauriert werden.

## Titelliste
Disc 1
1. Introduction Irving Stowe 1:38
2. Introduction of Phil Ochs 0:11
3. The Bells (Edgar Allan Poe, Phil Ochs) 3:09
4. Rhythms of Revolution 4:25
5. Chords of Fame 2:47
6. I Ai’t Marching Anymore 3:01
7. Joe Hill 7:10
8. Changes 3:36
9. I’m Gonna Say It Now 2:57
10. No More Songs 3:49
11. Introduction of James Taylor 0:32
12. Something in the Way She Moves 3:09
13. Fire and Rain 3:52
14. Carolina in My Mind 4:39
15. Blossom 2:30
16. Riding On a Railroad 3:04
17. Sweet Baby James 3:27
18. You Can Close Your Eyes 2:31

Disc 2
1. Introduction of Joni Mitchell 0:17
2. Big Yellow Taxi“/„Bony Maroney (Larry Williams) 4:00
3. Cactus Treev 4:28
4. The Gallery 4:26
5. Hunter 2:36
6. My Old Man 4:29
7. For Free 5:08
8. Woodstock 5:16
9. Carey / Mr. Tambourine Man (Bob Dylan) 10:13 [Duett mit Taylor]
10. A Case of You 4:44
11. The Circle Game 2:38 [Duett mit Taylor]